# Issoria melaena
Issoria melaena är en fjärilsart som beskrevs av Arnold Spuler 1901. Issoria melaena ingår i släktet Issoria och familjen praktfjärilar. Inga underarter finns listade i Catalogue of Life.